# Coniochaeta kellermanii
Coniochaeta kellermanii är en svampart som först beskrevs av Ellis & Everh., och fick sitt nu gällande namn av Munk 1953. Coniochaeta kellermanii ingår i släktet Coniochaeta och familjen Coniochaetaceae.  Arten är reproducerande i Sverige. Inga underarter finns listade i Catalogue of Life.